# Državna cesta D117
D117 je državna cesta u Hrvatskoj. 
Nalazi se na otoku Visu, a prolazi kroz naselja Komiža, Podhumlje, Podšpilje, Dračevo Polje, Plisko Polje i Vis.
Ukupna duljina iznosi 20,2 km.